# 214

214(이백십사)는 213보다 크고 215보다 작은 자연수다.

## 수학
- 합성수로, 그 약수는 1, 2, 107, 214다. 진약수의 합은 110이므로, 214는 부족수다.
  - 70번째 반소수다. 앞의 반소수는 213, 다음 반소수는 215다.
- {\displaystyle 214=2^{2}+5^{2}+8^{2}+11^{2}}
  - 공차가 3인 네 자연수의 제곱합으로 나타낼 수 있는 수다. 이 성질을 지닌 앞의 수는 166, 다음 수는 270이다.

## 과학
- NGC 214: 안드로메다자리 방향에 있는 중간나선은하.
- 214 아스케라(영어판): 소행성.

## 교통

### 철도
- 서울 지하철 2호선 강변역의 역번호.
- 부산 도시철도 2호선 못골역의 역번호.
- 대구 도시철도 2호선은 214번 역이 없고, 216번부터 시작한다.

### 도로
- 일본 214번 국도: 일본의 폐지된 국도. 215번, 216번 국도와 통합되어 57번 국도가 되었다.
- 현도 제214호선

## 군사
- U-214(영어판, 독일어판): 제2차 세계 대전에 사용된 나치 독일의 군용 잠수함.
- 214형 잠수함: 독일 HDW사에서 개발한 디젤 잠수함.

## 문화유산
- 대한민국의 국보 제214호: 흥왕사명 청동 은입사 향완
- 대한민국의 보물 제214호: 강릉향교 대성전
- 대한민국의 사적 제214호: 산청 전 구형왕릉

## 방송
- 스카이라이프의 SPOTV 프라임플러스 채널 번호.
- 지니 TV의 TBS TV 채널 번호.
- B tv 케이블의 RTV 채널 번호.

## 기타
- 날짜: 2월 14일
- 연도: 214년, 기원전 214년
- 한자 부수의 개수는 총 214개다.